# Колясева, Александра Ивановна
Александра Ивановна Колясева (род. 8 августа 1968, Ижевск) — советская, позднее российская велогонщица.

## Карьера
Бронзовый призёр чемпионата мира 1992 года в командной шоссейной гонке в составе сборной России.
Двукратный чемпион мира (1993, 1994) в командной шоссейной гонке в составе сборной России.
Многократный призёр и победитель чемпионатов СССР и России.
В профессиональной карьере выступала за команды:
- 1999 — The Greenery Grisley (Германия)
- 2000 — Alfa Lum-RSM (Сан-Марино).

### Статистика выступления наГранд-турах
| Гонка / Год          | 1989           | 1990           | 1991           | 1992 | 1993 | 1994           | 1995           | 1996           | 1997           | 1998           | 1999           | 2000           |
| -------------------- | -------------- | -------------- | -------------- | ---- | ---- | -------------- | -------------- | -------------- | -------------- | -------------- | -------------- | -------------- |
| Женский Тур де Франс | 18             | —              | 16             | 4    | 3    | не проводилась | не проводилась | не проводилась | не проводилась | не проводилась | не проводилась | не проводилась |
| Гранд Букль феминин  | не проводилась | не проводилась | не проводилась | 13   | 8    | 21             | 4              | —              | —              | —              | 21             | DNF            |
| Тур де л'Од феминин  | —              | —              | 14             | 13   | DNF  | 3              | 20             | 1              | —              | —              | —              | —              |
| Джиро д’Италия Донне | 2              | 24             | —              | —    | —    | —              | —              | —              | —              | —              | —              | 24             |

## Семья
- Муж Алексей Сиваков, велогонщик.
- Сын Павел Сиваков, велогонщик.